# Caterina Barili
Caterina Barili, nata Caterina Chiesa, anche nota come Caterina Barilli, Caterina Chiesa Barili-Patti e Caterina Chiesa Barilli-Patti (Roma, circa 1810 – Roma, 6 settembre 1870), è stata una cantante lirica italiana.

## Biografia
Fu primadonna in vari teatri d'opera italiani ed interpretò, ad esempio, Elvira nell'opera I puritani di Vincenzo Bellini al Teatro San Carlo di Napoli. Nei primi anni 1840 ebbe un ingaggio al Teatro dell'Opera di Madrid, ma alla fine dello stesso decennio il New York Herald, in occasione della sua performance ne I Capuleti e i Montecchi di Bellini al Castle Garden, notò che stava perdendo la voce.
Il suo primo matrimonio fu con il compositore Francesco Barili (che la formò anche), dopo la cui morte sposò il cantante e impresario Salvatore Patti. Ebbe in totale otto figli, tutti musicisti: dal suo matrimonio con Barili i cantanti Clotilda, Ettore e Nicola e il cantante e direttore d'orchestra Antonio, dal suo matrimonio con Patti la famosa cantante Adelina e i suoi fratelli Amelia e Carlotta, anch'esse divenute famose come cantanti, e il violinista e direttore d'orchestra Carlo.